# Adam's Song
"Adam's Song" é um single da banda estadunidense Blink-182, lançado dia 5 de setembro de 2000 pela MCA.
A letra da canção é baseada em uma carta escrita por um garoto que não aguentava mais ser humilhado na escola, em seguida cometeu suicídio. Os próprios pais de Adam, enviaram a carta à banda, e queria que a carta fosse uma inspiração para uma música, já que ele se sentia como se fosse nenhum motivo de importância para alguém. O Blink-182 fez a música para o fã, porém o final é alterado, falando que Adam sobrevive.
Greg Barnes, sobrevivente e testemunha da morte de seu melhor amigo no Massacre de Columbine em 1999 se enforcou um ano mais tarde enquanto ouvia a canção, com isso, fez com que os integrantes da banda ficassem bastante tristes. Mark Hoppus, que escreveu a música junto com o Tom DeLonge, disse que a música era anti-suicídio e ficou mal, comentando também que a música também foi feita para quem tem/teve momentos difíceis na vida, estando depressivo e estar em um péssimo período, mas depois procurar a garra de ver uma vida melhor no outro lado.

## Faixas

### CD[1][2]
1. "Adam's Song" (edição de rádio)
2. "Going Away to College" (ao vivo)
3. "Adam's Song" (ao vivo)
4. "Wendy Clear" (ao vivo)

### DVD[4]
1. "Man Overboard" (videoclipe)
2. "Adam's Song" (videoclipe)